# Antidawn
Antidawn è un EP del musicista britannico Burial, pubblicato nel 2022.

## Tracce
Testi e musiche di W. Bevan.
1. Strange Neighbourhood – 11:04
2. Antidawn – 8:43
3. Shadow Paradise – 10:20
4. New Love – 7:13
5. Upstairs Flat – 6:07